# Agylla obliquisigna
Agylla obliquisigna är en fjärilsart som beskrevs av William Schaus 1899. Agylla obliquisigna ingår i släktet Agylla och familjen björnspinnare. Inga underarter finns listade i Catalogue of Life.